# 奇跡のかけら
「奇跡のかけら」（きせきのかけら）は、天宮小百合（牧島有希）、春日つかさ（吉川友佳子）、弥生水奈（藤田咲）の1枚目のシングル。2006年11月8日にKONAMIからリリース、キングレコードから販売された。

## 概要
- 表題曲「奇跡のかけら」は、テレビアニメ『ときめきメモリアル Only Love』の前期エンディングテーマとして使用された。
- 歌っているのは同作品に登場するメインヒロイン・天宮小百合（牧島有希）、春日つかさ（吉川友佳子）、弥生水奈（藤田咲）の3人。
- ジャケットには、天宮小百合、春日つかさ、弥生水奈がプリントされている。

## 収録内容
1. 奇跡のかけら [3:30]
作詞：渡邊亜希子、作曲：小松一也、編曲：中西亮輔
  - テレビアニメ『ときめきメモリアル Only Love』前期エンディングテーマ
2. あなたへ [4:46]
作詞：黒須チヒロ、作曲：上原武・宗像仁志、編曲：宗像仁志
3. ミニドラマ Another Chapter「ある春の日に…」 [5:47]
出演：天宮小百合（牧島有希）、春日つかさ（吉川友佳子）、弥生水奈（藤田咲）
4. 奇跡のかけら（off vocal version）
5. あなたへ（off vocal version）